# Junkers Ju 287
El  Junkers Ju 287  va ser un avió experimental alemany construït per desenvolupar la tecnologia necessària per a un avió bombarder multi-motor de reacció. Estava impulsat per quatre motors Junkers Jumo 004, presentava una ala revolucionària en fletxa invertida (diedre negatiu) i va ser construït en gran part amb components d'altres aeronaus. El prototip de vol i un segon prototip inacabat van ser capturats per l'Exèrcit Roig en les etapes finals de la Segona Guerra Mundial i el disseny va ser desenvolupat a la Unió Soviètica després del final de la guerra.

## Desenvolupament
El Ju 287 pretenia ser un bombarder per a la Luftwaffe capaç d'evitar ser interceptat pels caces enemics. La configuració en fletxa invertida de l'ala va ser suggerida pel dissenyador cap del projecte el Dr. Hans Wocke. Aquesta proporcionava sustentació extra a baixa velocitat necessària a causa de la pobra capacitat de resposta dels primers turbojets en els enlairaments i aterratges. El primer prototip tenia la intenció d'avaluar el concepte, i es va realitzar a partir del fuselatge d'un Heinkel He 177, la cua d'un Junkers Ju 388, el tren d'aterratge principal d'un Junkers Ju 352 i el tren de proa d'un B-24 Liberator que es va estavellar. Dos dels motors Jumo 004 van ser penjats sota les ales, amb els altres dos muntats en góndoles afegides a banda i banda del fuselatge davanter.
El  Junkers Ju 287 V1  (amb codi  RS+RA ) va volar per primera vegada, i sota estrictes mesures de seguretat, el 16 d'agost de 1944. Als comandaments de l'avió el Flugkäpitan Siegfried Holzbauer, cap de proves de Junkers. L'avió només va requerir 1/3 de la pista més llarga de Brandis, ja que va usar 3 unitats de coets d'assistència en l'enlairament Walter109-501 muntats sota 3 dels quatre motors. Aquestes unitats proporcionaven 1200 kg d'empenta extra en l'enlairament i eren d'un sol ús i reutilitzables. L'aeronau, que va mostrar molt bones característiques de maneig, també va revelar alguns problemes amb les seves ales. Les proves també van suggerir que l'aeronau es beneficiaria d'una major concentració de massa dels motors sota les ales, una característica que seria incorporada en els posteriors prototips. Aquests van ser equipats amb motors Heinkel H, i S 011, però a causa dels problemes de desenvolupament que va experimentar aquest motor, el BMW 003 va ser seleccionat en el seu lloc. El segon i tercer prototips tenien sis d'aquests motors, el primer amb un conjunt de tres motors agrupats sota cada ala. I l'altre amb dos a cada ala i un a cada costat del fuselatge, com en el primer prototip. Aquestes màquines tenien bucs totalment nous, i el tercer prototip transportava armament i va servir per al desenvolupament de la versió de producció dels avions.

## Denominació de la fàbrica Junkers
Els alemanys de la Junkers denominaven  EF  ( Entwicklungs Flugzeug, en idioma alemany: avió de desenvolupament)  als seus projectes.

## La fàbrica Junkers és presa pels soviètics
Abans que el segon prototip estigués complet la fàbrica Junkers va ser presa pels soviètics. Wocke i el seu personal, juntament amb els dos prototips d'avions, van ser portats a la Unió Soviètica. Allà, el segon prototip (amb la seva designació Junkers original,  EF-131 ) va ser acabat i va volar per primer cop el 23 de maig de 1947. Tot i que en aquell moment el desenvolupament d'altres avions de reacció ja havia superat el Ju 287.

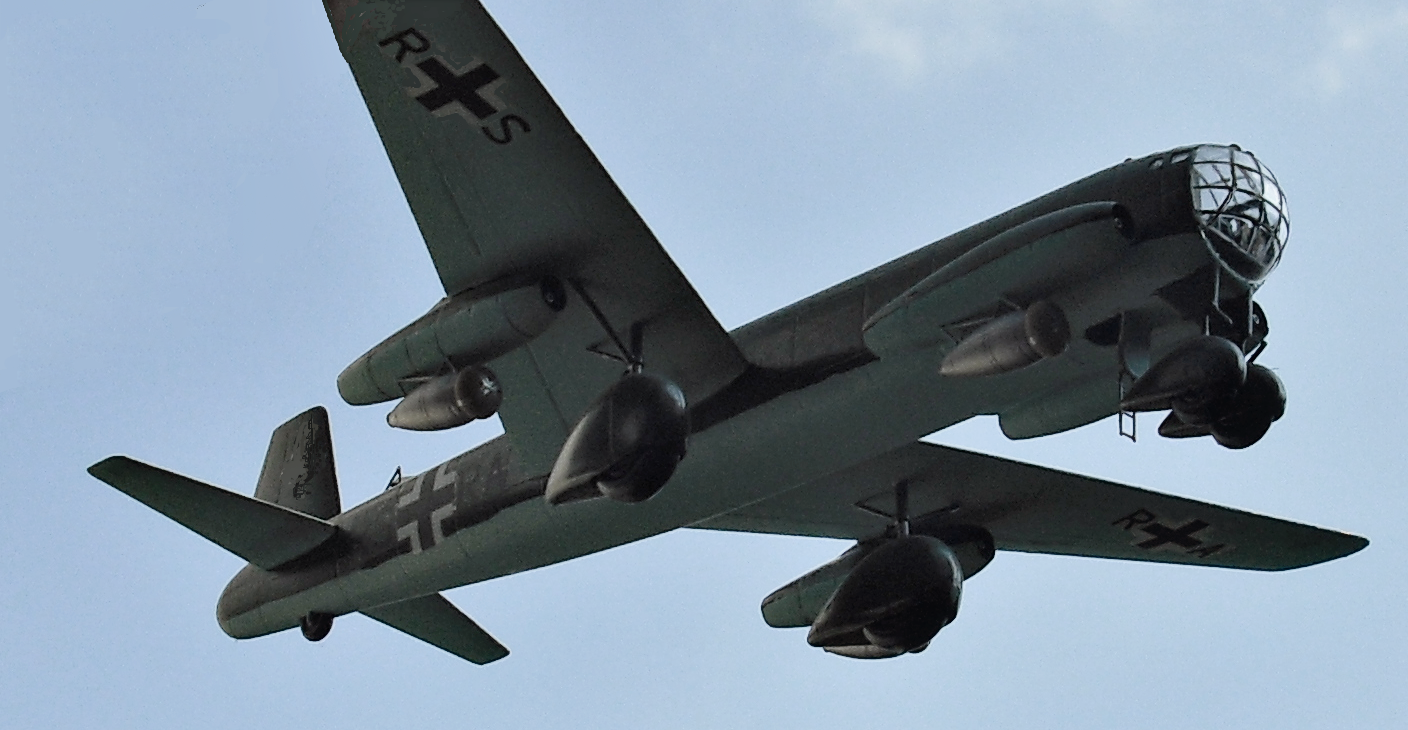
Disposició dels motors, llançament d'un coet auxiliar i el tren d'aterratge del Ju 287 V1 (imatge del model).

### Junkers EF 132
Més enllà de les noves superfícies en forma de fletxa de la cua i les turbines situades sota les ales, el Ju EF 132 era similar al JU 287 V2. El projecte Ju EF 132 abandonava la radical ala en fletxa invertida cap endavant per canviar-lo per la més convencional ala en fletxa inclinada cap enrere. Estava proposat per utilitzar únicament 2 motors Jumo 012, que es calculava, serien molt més potents que qualsevol altra turbina desenvolupada fins a aquest moment. També es van posicionar les turbines al fuselatge i es va alliberar de protuberàncies l'ala. El desenvolupament del Ju EF132 per part dels soviètics no és verificable però indubtablement van investigat per al seu possible desenvolupament. No obstant això, una versió modificada de Dj EF132 popularment coneguda com a "Tipus 150" va ser produïda.

### OKB-1 EF 140
A la Unió Soviètica van ser presos a càrrec per la OKB-1,  SP Korolev Rocket and Space Corporation Energia (en rus: Ракетно-космическая корпорация "Энергия" им. С.П.Королева)  una fàbrica russa (amb tecnologia nazi capturada) de naus espacials i components de l'Estació espacial.
Un derivat final molt ampliat, ja amb denominació soviètica, l'OKB-1 EF 140. La diferència rau en els motors (i la mida), ja que el 131 estava previst per utilitzar 6 turboreactors BMW o Jumo, en canvi el Tipus 140 era un bimotor (per les millores efectuades a les turbines).
El tipus 140 (el prefix EF d'origen alemany va ser abandonat) és bàsicament un EF-131 equipat amb els nous turboreactors disponible el 1947. Aquests motors són molt més potents, de manera que es va convertir en una aeronau bimotor, però també més eficients quant a consum de combustible i molt més fiable.
Al maig de 1948, a causa de l'elecció del IL-28 com bombarder i el rebuig del Tupolev 78R com avió de reconeixement, les autoritats russes van decretar que els Tipus 140 es desenvoluparen exclusivament per a missions de reconeixement amb el nom de tipus 140R. Més tard, l'agost de 1948, un nou decret que autoritza la construcció de tipus 140B/R, capaç de dur a terme missions de bombardeig i de reconeixement es va posar a prova en forma de prototips, el 1949, però aviat va abandonar.
L'Alekseev Tipus 150, un dels últims desenvolupaments de l'equip rus-alemany, era un bombarder a mig camí entre l'Il-28 i el Tu-16.

## Especificacions (Dj 287 V1)
Dades

### Característiques generals
- Tripulació: 2, pilot i copilot
- Longitud: 18,30 m (60 peus)
- Envergadura: 20,11 m (65 peus 11 en)
- Alçada: 4,70 m (15 peus)
- Superfície alar: 61 m² (655 m²)
- Pes en buit: 12.500 kg. (27.500 lliures)
- Carregat de pes: 20.000 kg. (44.000 lliures)
- Motor: 4 (prototip #1) o 6 (prototip #2) × turbojets Junkers Jumo 004 B-1, 8825 kN (1.984 lliures f)

### Rendiment
- Velocitat màxima: 780 km/h (487,5 mph)
- Rang: 1.570 quilòmetres (980 milles)
- Sostre de servei 9.400 m (30.000 peus)
- Règim d'ascens: 580 m/min (1.890 peus/min)

### Armament
- Armes: 2 ×, metralladora MG 131 13 mm a la torreta de cua. Posteriorment es van canviar per les còpies soviètiques de la MG131, les FHL151 en muntatge doble controlada remotament a la cua de l'avió.
- Bombes: 4.000 kg. (8.800 lliures) de bombes (proposta).

## Models
Hi ha almenys un model a escala del Dj 287, de la fàbrica Humans, en escala 1/72.